# St. Antonius und Laurentius (Rednitzhembach)

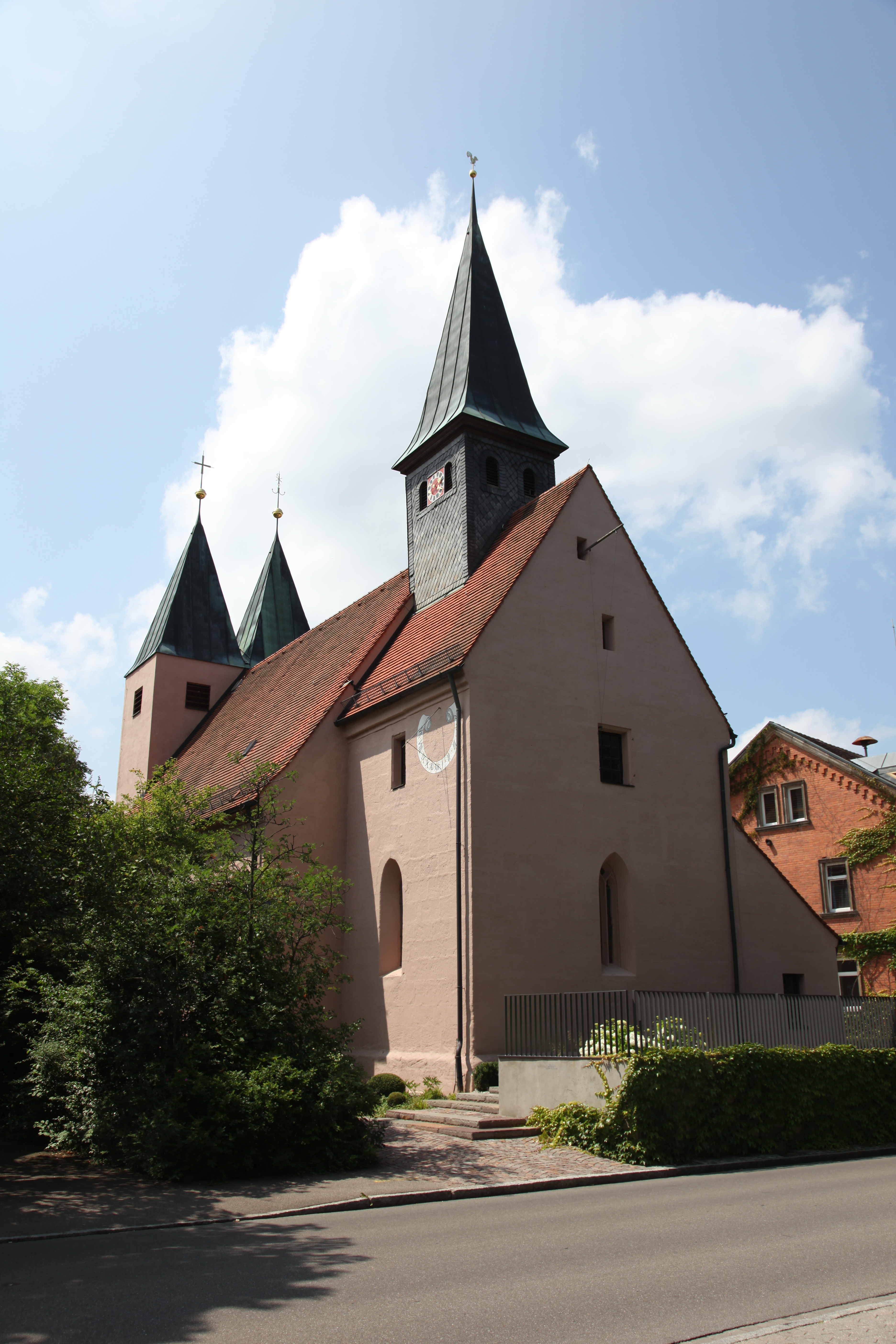
St. Antonius und Laurentius in Rednitzhembach

Die denkmalgeschützte, evangelisch-lutherische Pfarrkirche St. Antonius und St. Laurentius steht in Rednitzhembach, einer Gemeinde im Landkreis Roth (Mittelfranken, Bayern). Die Kirche ist unter der Denkmalnummer D-5-76-137-7 als Baudenkmal in der Bayerischen Denkmalliste eingetragen. Die Kirche gehört zum Dekanat Schwabach im Kirchenkreis Nürnberg der Evangelisch-Lutherischen Kirche in Bayern.

## Geschichte
In der älteren Forschung wird die Entstehungszeit der Kirche meist mit „um 1400“ datiert, was allerdings als zu früh angesehen werden kann. Dendrochronologische Untersuchungen ergaben, dass die Hölzer für den Dachreiter in den Wintern 1429/30 und 1430/31 gefällt wurden. Des Weiteren erwähnt der Nürnberger Chronist Erhard Schürstab in seiner Beschreibung des Markgrafenkrieges (1449–1450) eine Kirche in Rednitzhembach nicht, obwohl im Ort am 19. Juni 1450 eine Schlacht stattfand, von der Schürstab ausführlich schreibt. An anderen Stellen wird von ihm jeder Kirchhof von Dörfern aufgezählt, die Schauplatz kriegerischer Auseinandersetzungen waren. Auf Grund einer ähnlichen Architektur mit der Allerheiligenkirche in Kleinschwarzenlohe (Grundstücksstiftung durch Niklas Muffel 1445, Chorweihe 1448, ab 1470 regelmäßige Messen) wird ein vergleichbarer Entstehungsprozess für die Kirche in Rednitzhembach vermutet. Im Rednitzhembacher Gotteshaus findet sich an der nördlichen Chorwand eine Inschrift mit der Jahreszahl 1473. Es wird davon ausgegangen, dass diese Inschrift kurz vor der inneren Ausgestaltung der Kirche entstand.
Ein weiteres beziehungsweise neben der Inschrift das erste gesicherte Zeugnis, stammt aus dem Jahr 1476, in dem der Nürnberger Patrizier Peter Zollner von Brand (welcher die Grundherrschaft hier ausübte) eine Frühmesse für die Rednitzhembacher Kirche zu Ehren des Hl. Antonius stiftete. Spätestens zum Zeitpunkt dieser Stiftung war das Kircheninnere fertiggestellt. Ein Geistlicher hatte an vier Werktagen in der Woche eine Messe zu feiern. Rednitzhembach gehörte damals zum Sprengel der Pfarrei Roth und nach Einführung der Reformation 1537 zur wiedergegründeten, eigenen Pfarrei Schwand. In der Schwander Kirche fanden fortan die Taufen, Hochzeiten sowie Beerdigungen und später auch die Konfirmationen für die Rednitzhembacher statt. Das lag darin begründet, dass die Zollner und Behaim die Rednitzhembacher Kirche eher als „Privatkapelle“ ansahen, eventuell sollte sie auch als spätere Grablege der Patrizier dienen. Der Status als Privatkapelle wird auch durch die Aufbewahrung des liturgischen Geräts im Schlafgemach des Grundherrn deutlich.

Die Kirche noch ohne spätere Erweiterungsbauten.

Wie aus einem Ablassbrief für die Kirche beziehungsweise für Peter Zollner von Brand aus dem Jahr 1479 hervorgeht, war die Kirche, neben Antonius, zunächst dem Hl. Leonhard geweiht. Wahrscheinlich wurde das Patronat später zu Gunsten des Hl. Lorenz, dem Nürnberger Stadtpatron, ausgewechselt.
Als die Behaim 1603 den zollnerschen Besitz in Rednitzhembach erwarben, erneuerten sie die Frühmessstiftung nicht. Fortan wurde in der Kirche „das Jahr nur einmal, nemlich in Julio, wann die Kirchwey zu Hembach ist, von dem Pfarrer zu Schwand geprediget“, wie der Geometer Ulrich Kleehardt 1732 festhielt. Das Thema dieser jährlichen Kirchweihpredigt war immer über das Gleichnis vom verlorenen Schaf. Ein Mesner wohnte allerdings im angrenzenden Herrenhaus und kümmerte sich um die Instandhaltung der Kirche, beispielsweise wurden 1793 die Kirchenfenster repariert und im Jahr darauf die umgebende Mauer ausgebessert. 1777 stiftete Christoph Wilhelm von Behaim eine neue Barockkanzel, die sich seit 1968 in der Dreieinigkeitskirche Schwabach befindet, sowie eine Orgel für das Rednitzhembacher Gotteshaus.
1811 verkauften die Behaim ihren Besitz an Rednitzhembacher Bürger, allerdings sahen die Einwohner das Gotteshaus immer noch als eine zum Gut gehörige Privatkapelle und nicht als „ihre“ Gemeindekirche an, weswegen das Gebäude nun profaniert wurde. Die um 1500 in Nürnberger Werkstätten entstandenen gotischen Altäre wurden entfernt und verkauft (die beiden Seitenaltäre befinden sich seit Ende des 19. Jahrhunderts in der Rother Pfarrkirche Maria Aufnahme in den Himmel). 1816 wurde in Erwägung gezogen, die Kirche abzubrechen, da sie zu einem Schulhaus umgebaut werden sollte. Die Gemeinde Rednitzhembach erwarb 1821 jedoch das Gebäude und richtete auf dem Kirchenboden einen Schulsaal sowie eine Lehrerwohnung ein; eine Flachdecke war bereits 1735 eingezogen worden, spätestens seitdem waren auch die Wandmalereien überputzt. Seitdem 1826 der Friedhof im Westen der Kirche angelegt wurde, fanden zumindest wieder Trauergottesdienste hier statt, spätestens seit den 1850er Jahren auch Hochzeiten und Taufen. 1853 wurde die Kirche einer Renovierung unterzogen und in der Folgezeit stifteten Gemeindemitglieder immer wieder für die Kirche: darunter eine zweite Glocke, des Weiteren konnten Kelch, Abendmahlskanne und Patene angeschafft werden, 1870 ein Taufstein und 1904 wurden bei einer erneuten Renovierung die Fenster ersetzt. Hierbei wurde auch eine neue Orgel, der Firma Steinmeyer, in Betrieb genommen. 1898 erfolgte der Anbau der Sakristei im Norden. Mit der Zeit wurden immer regelmäßiger Gottesdienste gefeiert und 1934 konnte die erste Konfirmation in Rednitzhembach stattfinden. Die Pfarrei blieb weiterhin in Schwand, bis Rednitzhembach im April 1964 zu einer eigenen Pfarrei erhoben wurde.
Da die Kirche mit der Zeit für die angewachsene Gemeinde zu klein wurde, erweiterte man sie in den Jahren 1965 und 1966 umfangreich. Hierbei entstanden unter anderem die beiden Turmspitzen im Westen und die Wandmalereien im Innenraum wurden freigelegt. 1965 überließ die politische Gemeinde das Gotteshaus der Kirchengemeinde.

## Beschreibung
Die spätgotische Saalkirche besteht aus einem Langhaus, das mit einem Satteldach bedeckt ist, einem eingezogenen Chor im Osten, auf dem sich ein quadratischer Dachreiter befindet, der 1790/91 mit einem spitzen Helm bedeckt wurde, und einem querrechteckigen Fassadenturm im Westen, der mit zwei benachbarten Pyramidendächern bedeckt ist. An der südlichen Außenfassade des Chores befindet sich eine Sonnenuhr. Der Innenraum des Langhauses ist mit einer Flachdecke überspannt. Auf der Empore im Westen steht die Orgel mit 14 Registern, 2 Manualen und einem Pedal, die 1985 von Deininger & Renner gebaut wurde.

## Ausstattung

### Wandmalereien
An den Wänden des Chores sowie den Seitenwänden des Kirchenschiffes finden sich spätmittelalterliche Wandmalereien. Diese kamen bei der Kirchenerweiterung 1965/66 erneut zutage und wurden, soweit möglich, vollständig freigelegt und restauriert. Eine erneute Restaurierung erfolgte in den 1990er Jahren. Bei den Wandmalereien handelt es sich um Kalkmalerei, bei der die Farbe auf den bereits trockenen Putz aufgetragen wurde, was auch den schlechten Erhaltungszustand erklärt. Einige Schäden stammen allerdings auch von früheren Aus- und Umbauten. Die Malereien sind auf 1473 datiert, ein (oder verschiedene) Künstler sind allerdings nicht bekannt.
Im Chor sind die gesamten Wandflächen mit einer doppelten Reihe von Heiligendarstellungen versehen, die aufrecht, von Sternen umgeben, nebeneinanderstehen. In der Laibung des Chorbogens finden sich die Evangelistensymbole sowie im Scheitel das Lamm Gottes. Auf den Wandmalereien im Langhaus steht in erster Linie eine erzählerische Darstellung im Vordergrund. Auf der Nordseite des Langhauses ist der Hl. Martin, seinen Mantel teilend abgebildet, rechts davon Christus und Maria und daneben Christophorus als Christusträger, dessen Darstellung allerdings nur als Fragment erhalten ist. An der Ostwand des Langhauses, links vom Chorbogen, ist der Hl. Georg als Drachentöter dargestellt. Rechts des Chorbogens und entlang der Südwand wird die Passion Christi erzählt.
Bei einer genauen Betrachtung der einzelnen Figuren zeigt sich, dass diejenigen des Chores und des Langhauses unterschiedlich ausgeführt sind. Allerdings bedienen sich alle einer linearen, vereinfachten und schematisierenden Darstellung, räumliche Tiefe und körperliche Plastizität weichen einer flächenhaften Darstellung. Der Kunsthistoriker Hermann Schubach vermutet, dass die Wandmalereien vom Meister des Wolfgangaltars geschaffen wurden, es sind einige Bezüge beziehungsweise Ähnlichkeiten zu dessen Werken erkennbar.

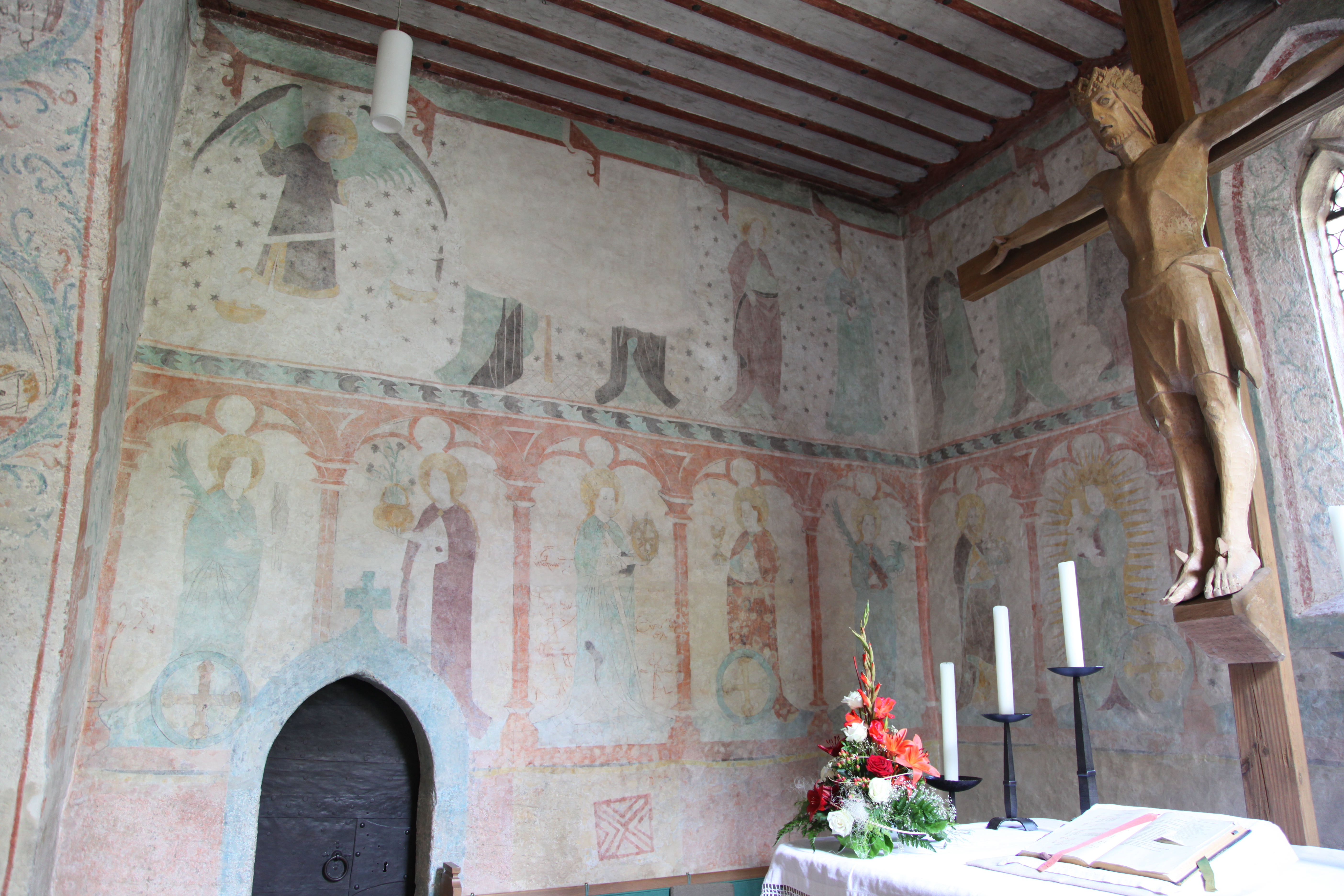
Chor, Nordwand, obere Reihe von links nach rechts: Erzengel Michael mit Seelenwaage, nicht identifizierbar, nicht identifizierbar, Paulus, Bartholomäus; unten: Apollonia, Dorothea, Katharina, Barbara, Margareta.
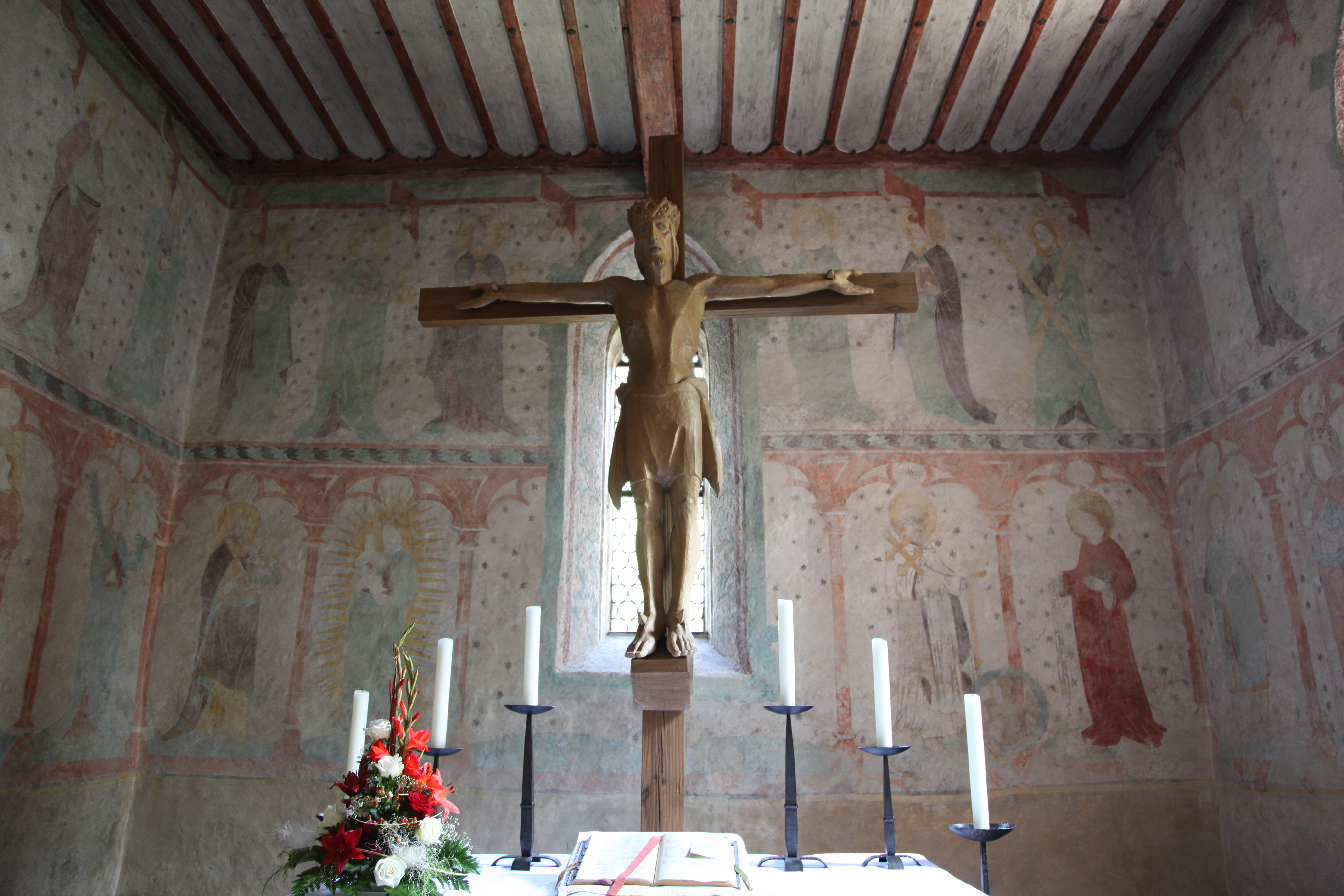
Chor, Ostwand, oben, v. l. n. r.: Apostel mit Buch, Johannes, Christus als Salvator mundi, wahrscheinlich Petrus, Matthäus, Andreas; unten: Johannes der Täufer, Maria mit Kind, Antonius der Große, Leonhard von Limoges.
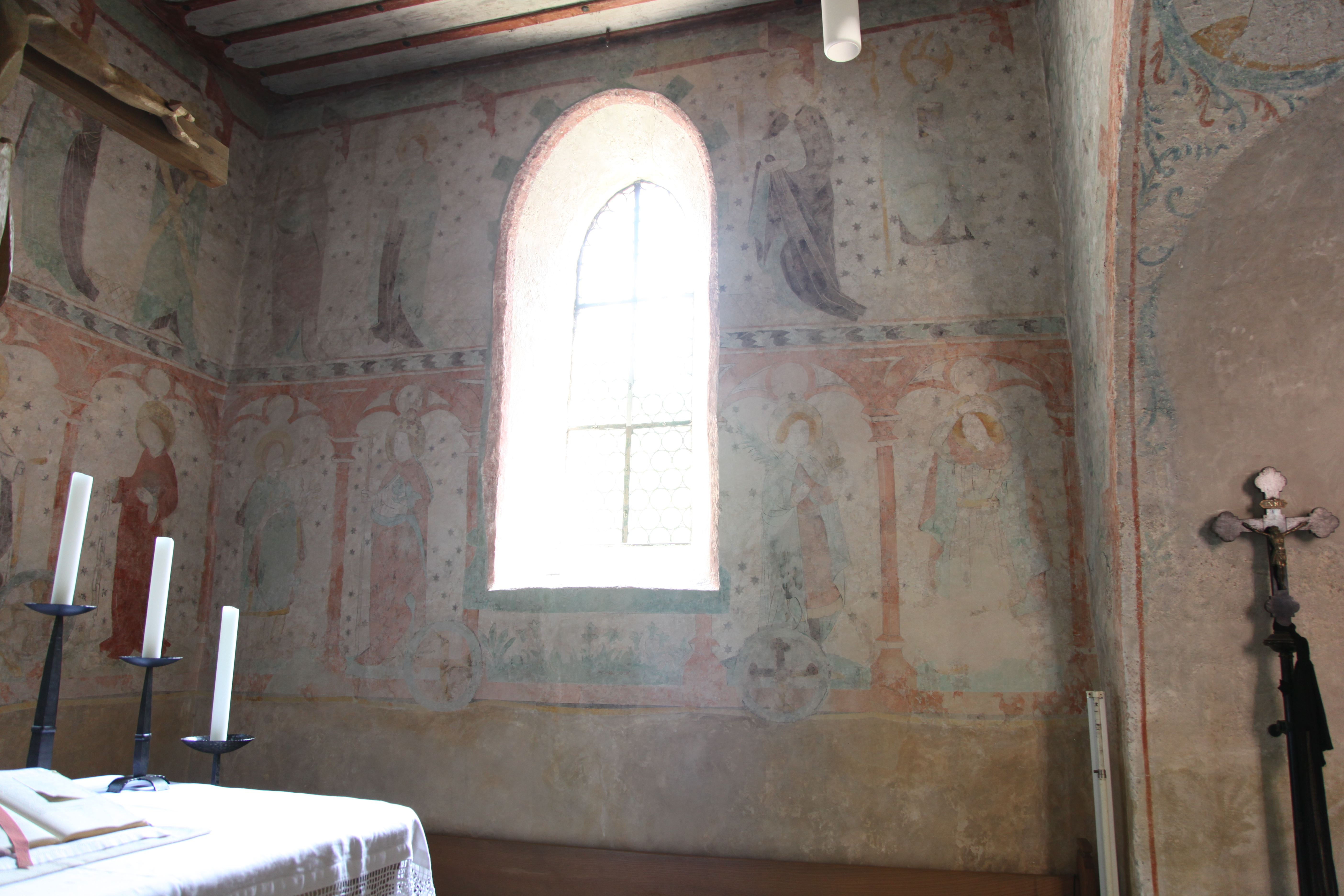
Chor, Südwand, oben, v. l. n. r.: Thomas, Jakobus der Jüngere, Matthias, Bischof (vermutlich Willibald von Eichstätt); unten: Erasmus von Antiochia, Papst Urban I., Achatius von Byzanz, Pantaleon.
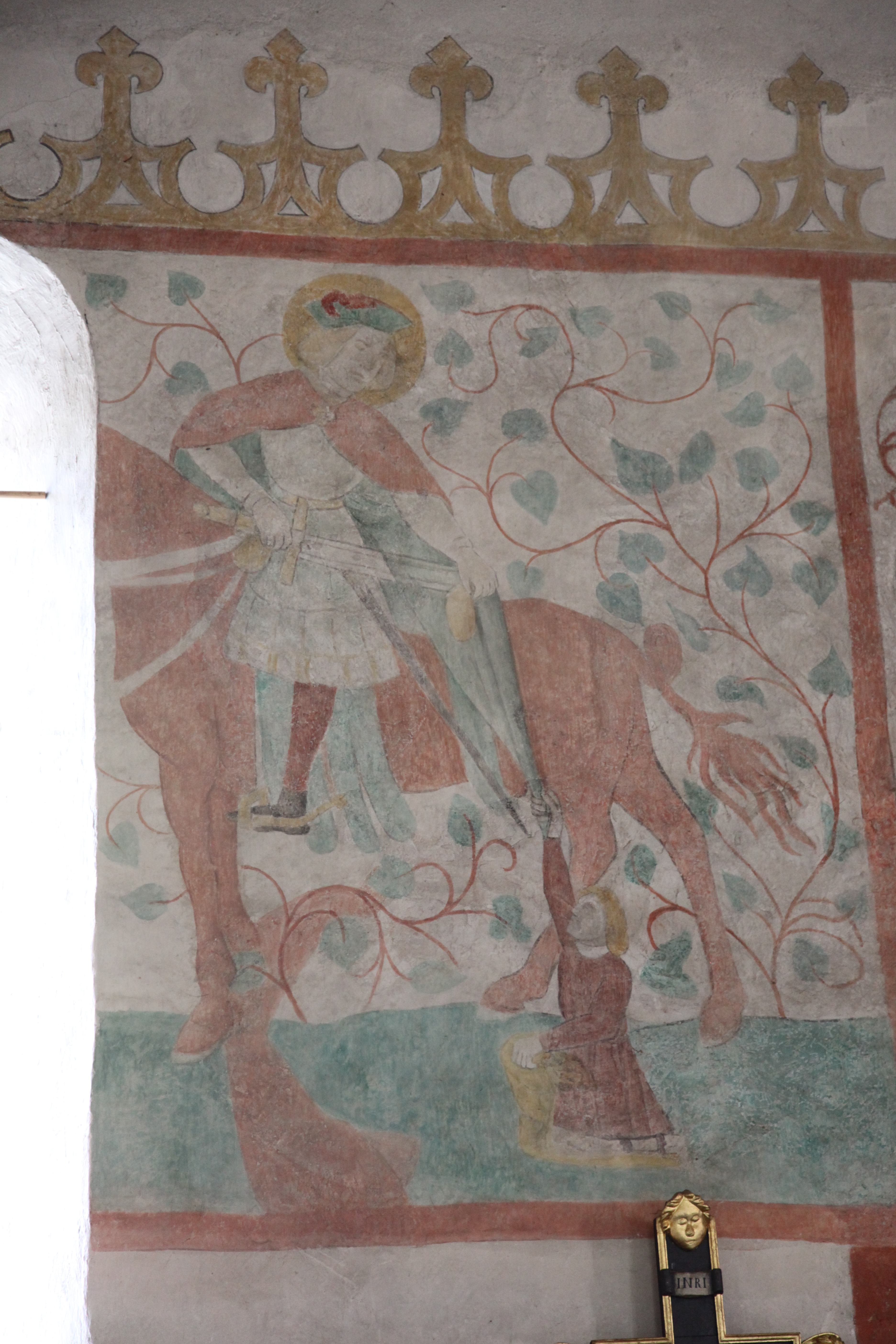
Langhaus, Nordwand: Martin von Tours.
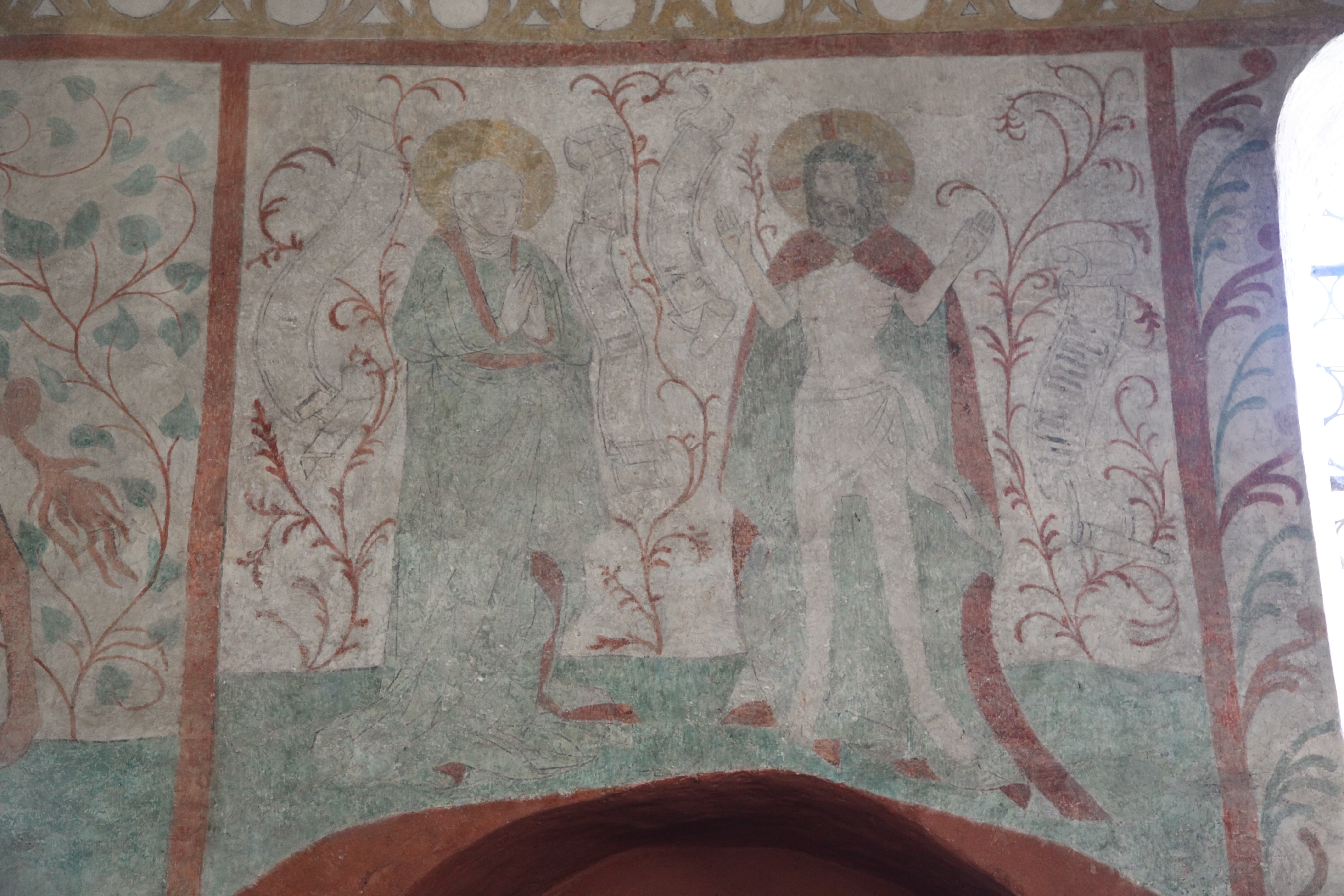
Langhaus, Nordwand: Maria als Schmerzensmutter, Christus als Schmerzensmann.
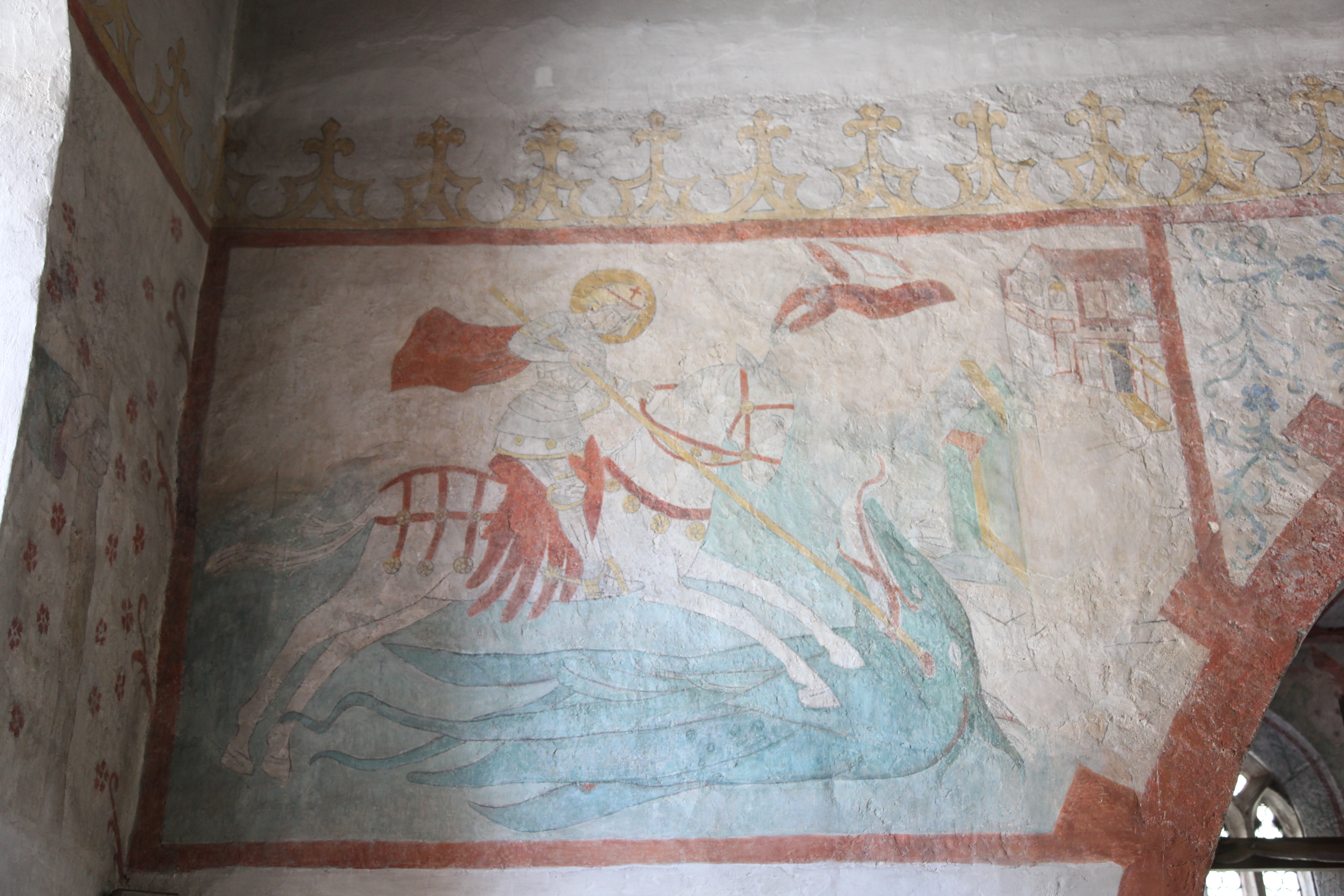
Langhaus, Ostwand: Hl. Georg; links davon Fragment des Hl. Christophorus (Nordwand).
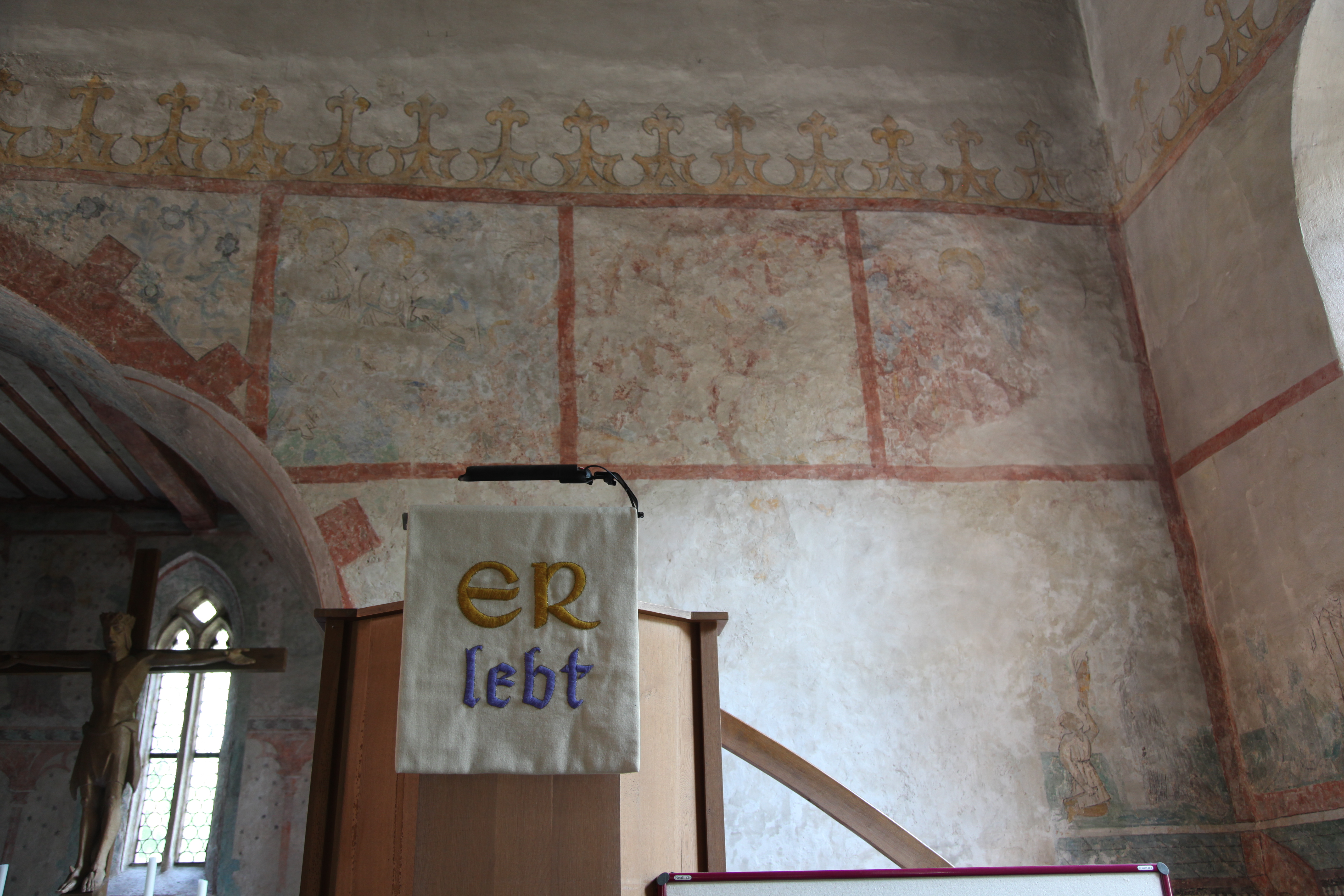
Langhaus, Ostwand, oben, v. l. n. r: Einzug nach Jerusalem, Letztes Abendmahl (verloren), Christus am Ölberg; unten: vermutlich Verrat des Judas sowie Gefangennahme Christi oder Heilung des Malchus (verloren).
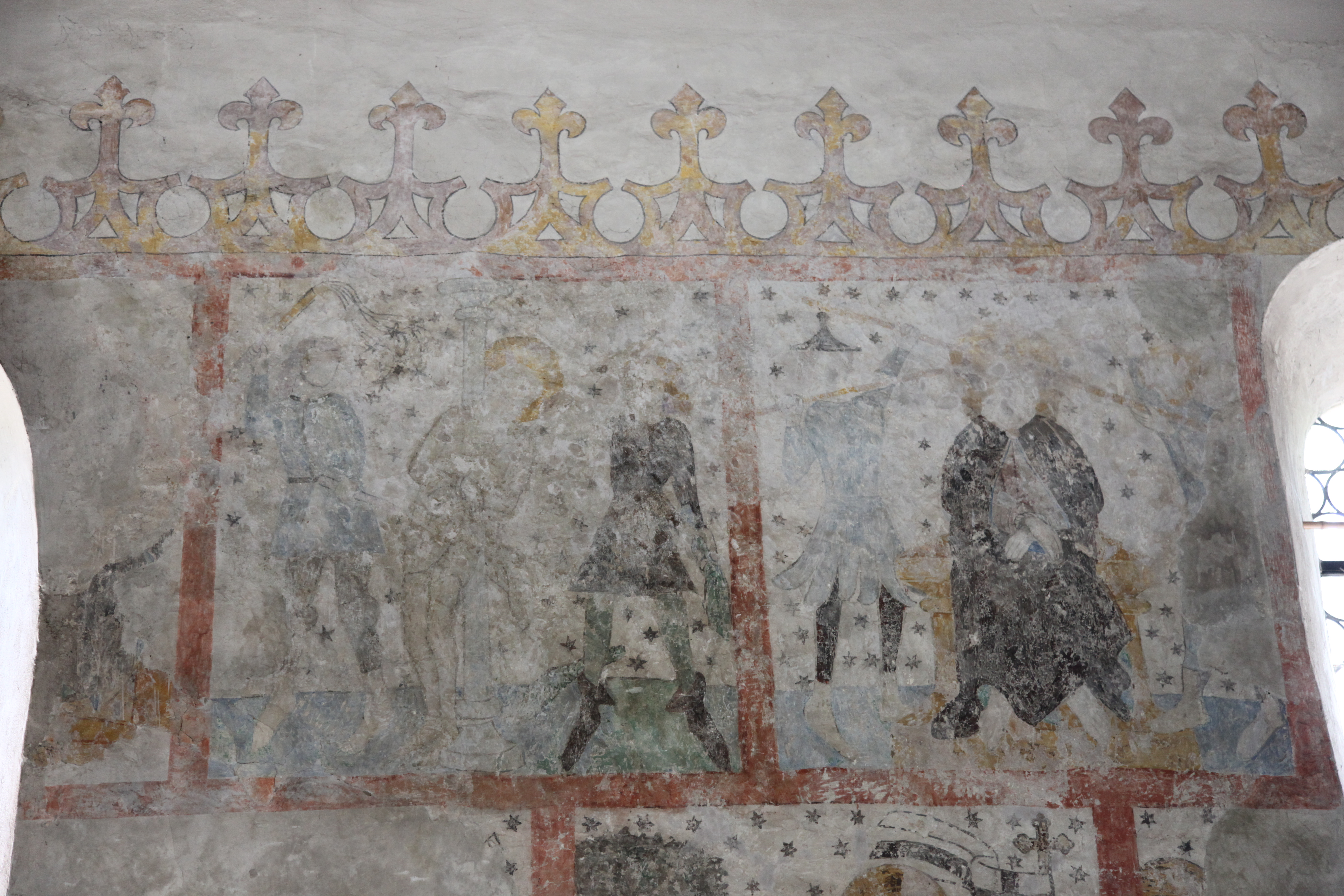
Langhaus, Südwand, v. l. n. r.: Christus vor Pilatus (verloren), Geißelung, Dornenkrönung.
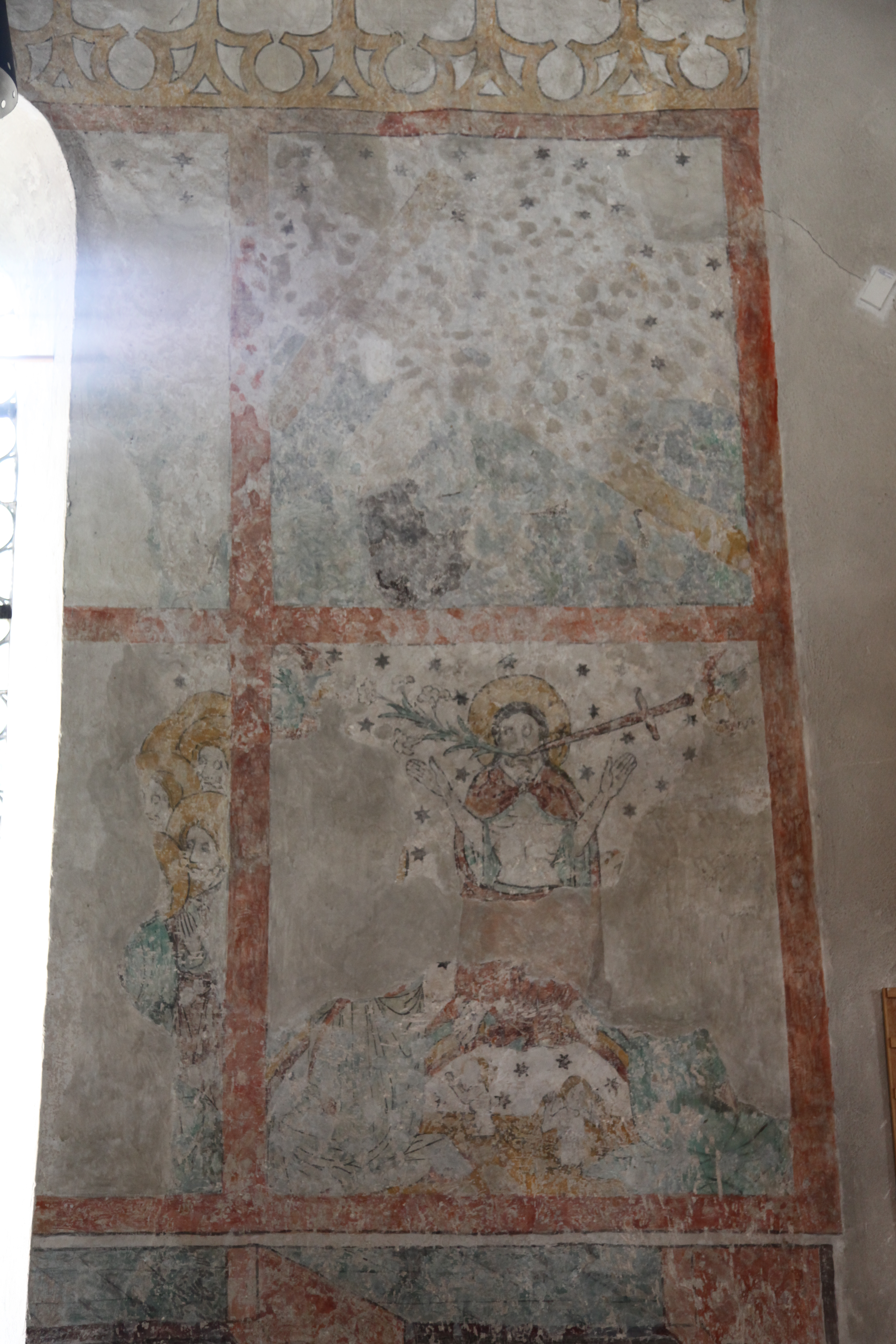
Langhaus, Südwand, oben: Kreuztragung (verloren), Kreuzannagelung oder Entkleidung/Christus vor der Kreuzigung; unten: Pfingsten (Fragment), Christus als Weltenrichter.
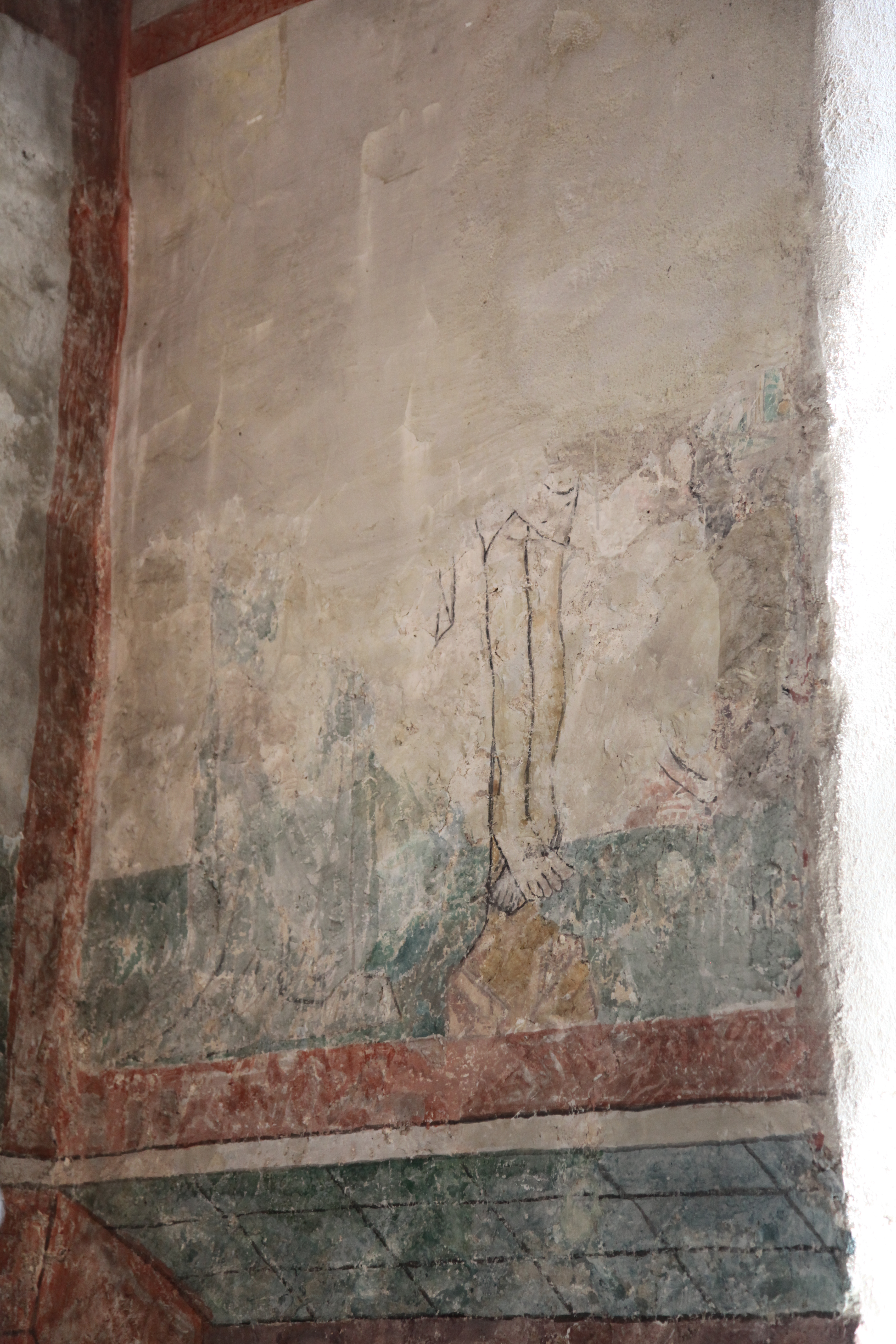
Langhaus, Südwand: Kreuzigung mit Maria und Johannes (Fragment).
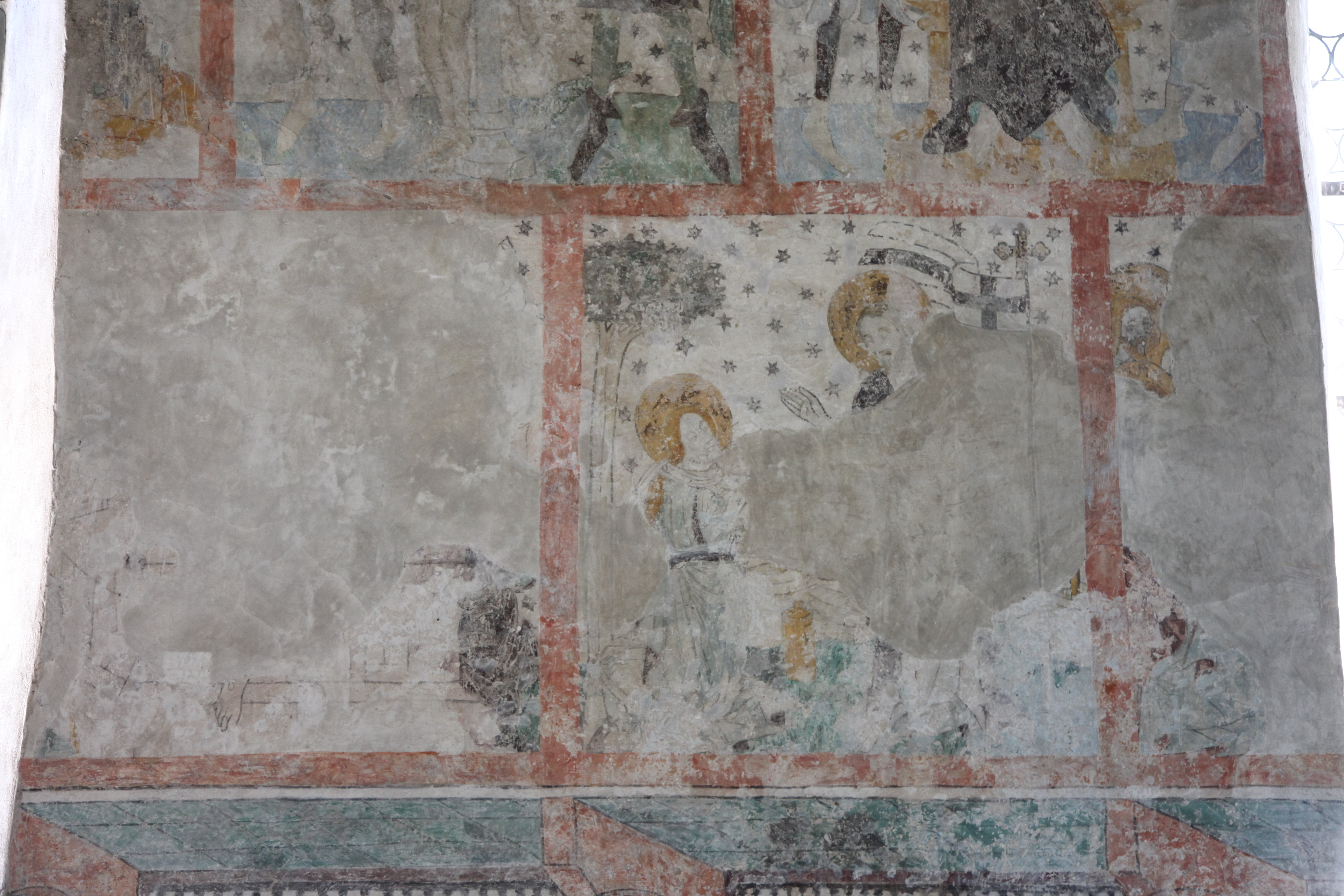
Langhaus, Südwand: Auferstehung (Fragment), Christus erscheint Maria Magdalena, Himmelfahrt (verloren).
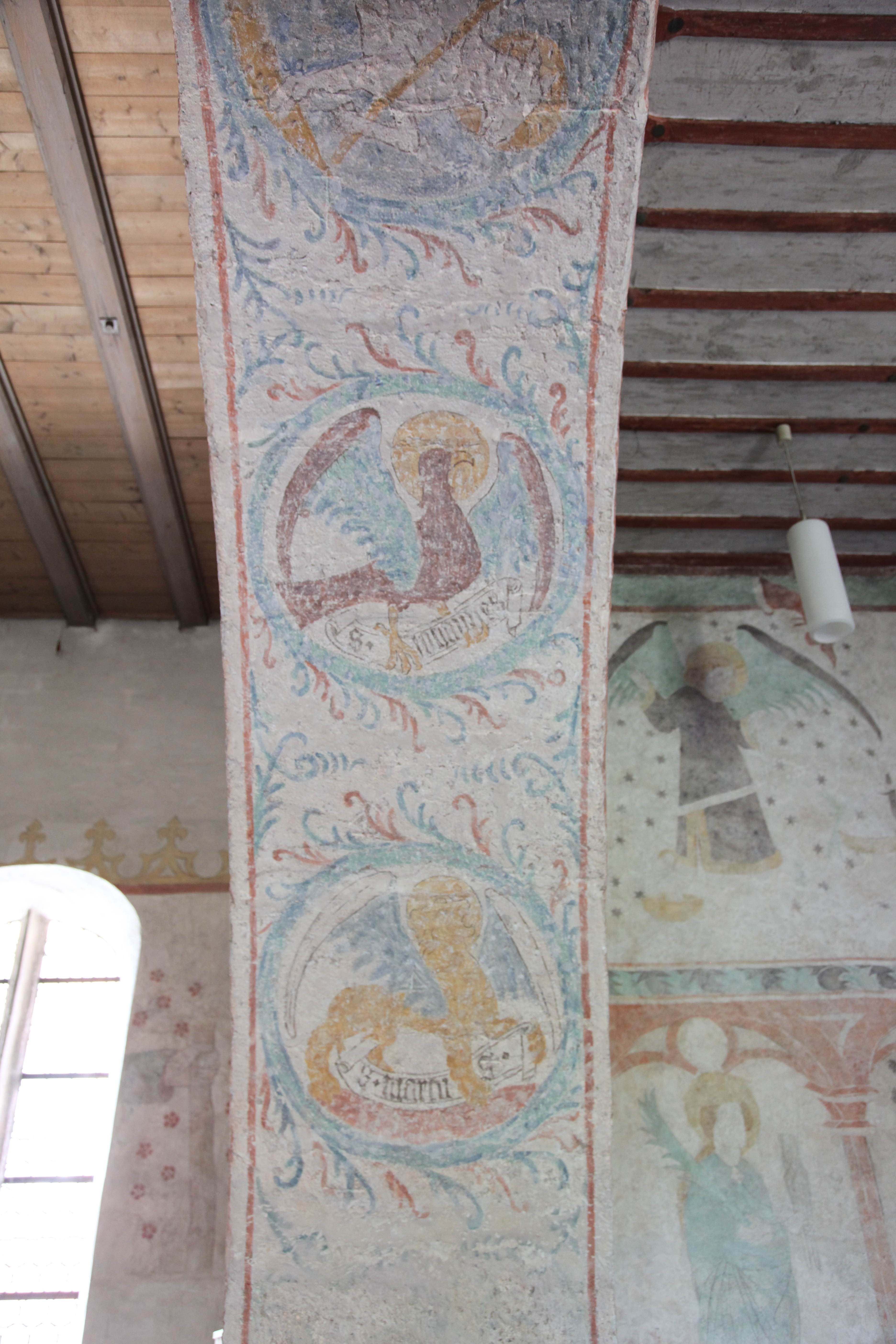
Chorbogen, von oben nach unten: Lamm Gottes (Jesus Christus), Adler (Johannes), Löwe (Markus).
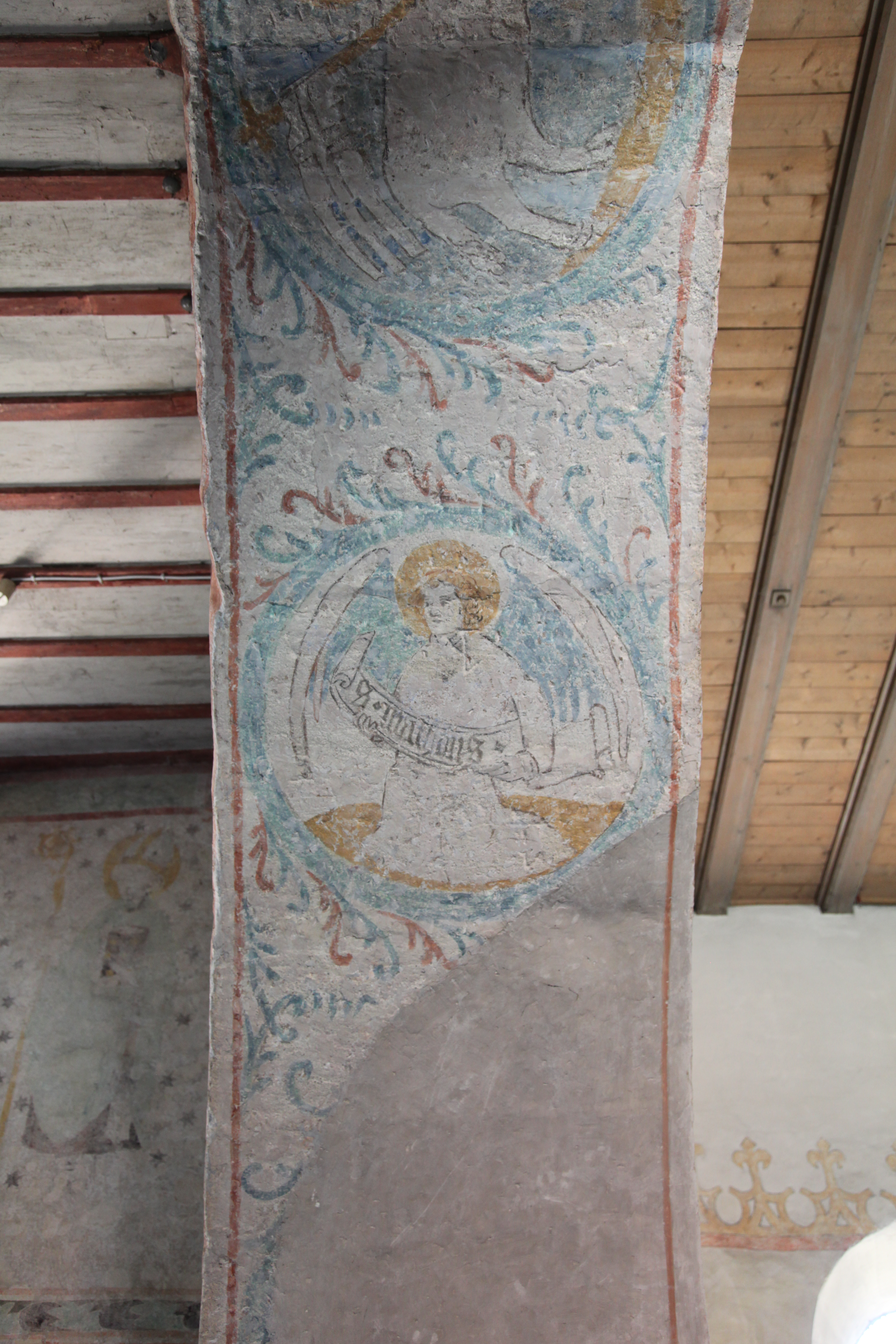
Chorbogen: Mensch (Matthäus), Lukas verloren.

### Altarretabel
Auf dem ehemaligen Altarbild ist die Heilige Familie bei einer Rast auf der Flucht nach Ägypten, zusammen mit Johannes dem Täufer als Knabe sowie dessen Mutter Elisabet, in einer nächtlichen Landschaft dargestellt. Johannes huldigt Christus, der einen gläsernen Ball, den Kosmos, in der Hand hält. Vor der Personengruppe liegt ein Lamm. Das Bild ist um 1680 von einem wahrscheinlich süddeutschen Meister gemalt worden. Heute befindet es sich als Wandbild in der Sakristei der Kirche. Hinter dem Altar ist stattdessen ein Kreuz aufgestellt, das 1969 vom Künstler Josef Traxler geschaffen wurde und auf dem Christus nicht mehr als Schmerzensmann, sondern als Sieger mit erhobenem Haupt und Siegeskrone (statt Dornenkrone) dargestellt ist.

### Glocken
Im Dachreiter der Kirche befinden sich zwei Glocken, die kleinere davon wurde 1922 von der Erfurter Glockengießerei Störmer als Ersatz für die ältere, im Ersten Weltkrieg abgelieferte Glocke geschaffen. Die andere Glocke wurde 1855 vom Gastwirt Sebastian Bernreuther und seiner Frau Magdalena gestiftet. Die beiden Dachreiterglocken schlagen die Uhrzeit an.
Im neuen Doppelturm besteht das Geläut aus vier Glocken:
| Nr. | Name                        | Gussjahr | Gießer, Gussort                    | Durchmesser (mm) | Gewicht (kg) | Schlagton |
| 1   | Herren- bzw. Christusglocke | 1966     | Glockengießerei Bachert, Heilbronn | 1200             | 1290         | f1        |
| 2   | Gebetsglocke                | 1966     | Glockengießerei Bachert, Heilbronn | 1080             | 878          | g1        |
| 3   | Vaterunserglocke            | 1966     | Glockengießerei Bachert, Heilbronn | 910              | 530          | b1        |
| 4   | Taufglocke                  | 2000     | Glockengießerei Bachert, Heilbronn | 810              | 350          | c1        |

### „Hembacher Männla“

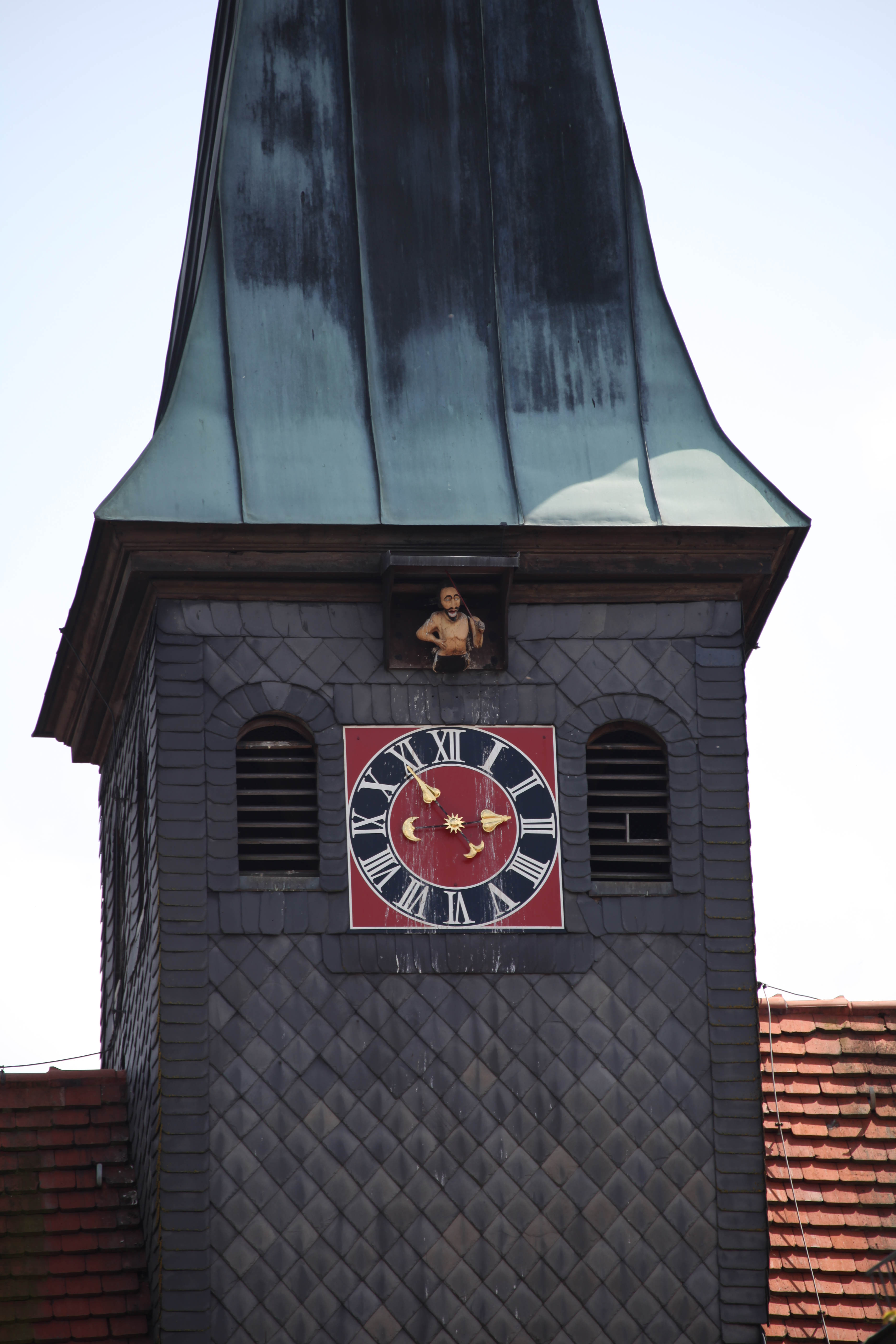
Dachreiter mit „Hembacher Männla“ über dem Ziffernblatt.

Das sogenannte „Männla“ über dem Ziffernblatt der Turmuhr wurde vermutlich mit dem Einbau des neuen Glockenstuhls 1617 angebracht, eventuell kam es auch etwas später hinzu. Es handelt sich hierbei um eine Holzfigur mit beweglichem Arm, die mit einem Stock in der linken Hand die Stundenzahl anschlägt. Heute befindet sich allerdings eine Kopie des Männchens am Dachreiter, die vom Bildhauer Max Renner (1900–1974) geschaffen wurde. Das Original ist ebenfalls noch vorhanden.